# Gobernación de Antioquia-Indeportes Antioquia/Saison 2011
Dieser Artikel listet Erfolge und Mannschaft des Radsportteams Gobernación de Antioquia-Indeportes Antioquia in der Saison 2011 auf.

## Erfolge in der UCI America Tour
| Datum      | Rennen                       | Kat. | Fahrer                |
| ---------- | ---------------------------- | ---- | --------------------- |
| 14. Juni   | 2a. Etappe Vuelta a Colombia | 2.2  | Mannschaftszeitfahren |
| 21. Juni   | 8. Etappe Vuelta a Colombia  | 2.2  | Óscar Sevilla         |
| 22. Juni   | 9. Etappe Vuelta a Colombia  | 2.2  | Óscar Sevilla         |
| 9. August  | Prolog Tour of Utah          | 2.1  | Sergio Henao          |
| 13. August | 4. Etappe Tour of Utah       | 2.1  | Janier Acevedo        |
| 14. August | 5. Etappe Tour of Utah       | 2.1  | Sergio Henao          |

## Mannschaft
| Name                   | Geburtstag         | Nationalität | Team 2010                           |
| ---------------------- | ------------------ | ------------ | ----------------------------------- |
| Janier Acevedo         | 6. Dezember 1985   | Kolumbien    | Neoprofi                            |
| Óscar Álvarez          | 9. Dezember 1977   | Kolumbien    | Café de Colombia-Colombia es Pasión |
| Isaac Bolívar          | 9. Mai 1991        | Kolumbien    | Neoprofi                            |
| José Enrique Gutiérrez | 18. Juni 1974      | Spanien      | Rock Racing                         |
| Sergio Henao           | 10. Dezember 1987  | Kolumbien    | Ind Ant-Idea-Fla-Lot De Medellín    |
| Daniel Jaramillo       | 15. Januar 1991    | Kolumbien    | Neoprofi                            |
| Luis López Escobar     | 12. Dezember 1990  | Kolumbien    | Neoprofi                            |
| Rafael Montiel         | 28. Juni 1981      | Kolumbien    | Ind Ant-Idea-Fla-Lot De Medellín    |
| Cristian Montoya       | 4. August 1989     | Kolumbien    | Neoprofi                            |
| Carlos Ospina          | 10. September 1982 | Kolumbien    | Neoprofi                            |
| Darwin Pantoja         | 25. September 1990 | Kolumbien    | Neoprofi                            |
| John Fredy Parra       | 9. November 1974   | Kolumbien    | Ind Ant-Idea-Fla-Lot De Medellín    |
| Alejandro Ramírez      | 15. August 1981    | Kolumbien    | Ind Ant-Idea-Fla-Lot De Medellín    |
| Julián Rodas           | 2. Januar 1982     | Kolumbien    | Ind Ant-Idea-Fla-Lot De Medellín    |
| Óscar Sevilla          | 29. September 1976 | Spanien      | Ind Ant-Idea-Fla-Lot De Medellín    |
| William Valencia       | 6. November 1989   | Kolumbien    | Neoprofi                            |
| César Villegas         | 12. Dezember 1992  | Kolumbien    | Neoprofi                            |

## Platzierungen in UCI-Ranglisten
UCI America Tour 2011
|      | Fahrer            | Punkte |
| ---- | ----------------- | ------ |
| 3.   | Sergio Henao      | 151    |
| 64.  | Óscar Sevilla     | 40     |
| 66.  | Janier Acevedo    | 40     |
| 163. | Rafael Montiel    | 16     |
| 179. | Daniel Jaramillo  | 13     |
| 231. | Darwin Pantoja    | 10     |
| 276. | Alejandro Ramírez | 8      |
| 276. | John Fredy Parra  | 8      |